# 下川凹天
下川 凹天（しもかわ へこてん  、または しもかわ おうてん 〔※読みについては後述〕、1892年5月2日 - 1973年5月26日）は、日本の漫画家、アニメーション作家である。凹天はペンネームで、本名は下川 貞矩（しもかわ さだのり）。

## 人物・来歴
大正から昭和にかけて漫画家として活動するかたわら、日本初のアニメーション映画を製作した。そのため、日本におけるアニメーションの創始者の一人であると評される。

### 生い立ち
1892年（明治25年）5月2日、沖縄県宮古島に生まれる。父・貞文は新里尋常小学校（現：宮古島市立上野小学校）の初代校長を務めた人物で、凹天誕生時は平良小学校（現：宮古島市立平良第一小学校）に赴任していた。1898年（明治31年）12月26日、父の貞文が在職中に死去し、母の実家のある鹿児島県へ移転した。1900年（明治33年）、東京在住の伯父（父の弟）である陸軍軍人石橋正人に引き取られる形で上京した。
1906年（明治39年）3月、旧制・麹町小学校を卒業後、雑誌『東京パック』の漫画家養成の広告を見て北澤楽天に入門、書生として楽天のもとで生活する。この時に「凹天」の号を与えられる。1907年（明治40年）4月、楽天の勧めで旧制・青山学院に入学するも、1年で落第・退学となる。そのことを理由に楽天に破門されるも、漫画家への夢は捨てきれず、陸軍省陸地測量部で働きながら独学で漫画を勉強した。
1912年（明治45年）、師であった楽天が『東京パック』を離れ、『楽天パック』を刊行すると、「今の凹天は旧事の凹天ではありません」という主旨の手紙を送る。この手紙を読んだ楽天は喜んで凹天を迎え入れたという。楽天パック社の社員となり、同誌に執筆を開始。プロ漫画家としての生活がスタートする。1916年（大正5年）、処女出版となる『ポンチ肖像』を発表。岡本一平・幸内純一から序文、北澤楽天をはじめとする当時活躍していた25人の漫画家から序画が寄せられた。同年、たま子と最初の結婚をする。

### 日本初のアニメーション映画
1916年、天然色活動写真株式会社（天活）からアニメーション製作の人材を紹介してほしいという話が楽天パック社に持ち込まれ、両者の話し合いの結果、凹天が推薦されることになる。凹天は月給50円で歩合付きという好条件と日本初のアニメーション製作という熱意もあってその仕事を引き受ける。
資料が少ない中、凹天はアニメーションの研究を行う。同時期、小林商会で幸内純一が、日活で北山清太郎が独自にアニメーション制作を開始。1917年（大正6年）1月、凹天が手がけた短篇アニメーション映画『凸坊新畫帖 芋助猪狩の巻』が公開された。公開順では国産アニメーション映画の第1号となったが、他の2人との差は数カ月程度で、それぞれ同時期に独自の方法で製作に着手しているため、3人ともアニメーションの創始者として扱われている。
凹天は当初、黒板にチョークで絵を描いて撮影してから、少しずつ絵を消したり書き加えたりしながら1コマずつ撮影する方法をとっていた。3作目の『茶目坊新画帳 蚤夫婦仕返しの巻』までは、この方法をとっていた可能性が高い。
続いて用いたのは、3種類ほどの背景画を大量に印刷し、それぞれの一部分にホワイトを塗って消し、そこに登場人物を描いて撮影する方法であった。ところが、この撮影に使った電球の光がもとで眼病を患い、1年半入院。天活を辞めることになり、以後アニメーション制作に関わることはなかった。日本アニメのパイオニアが皮肉にもアニメーターの職業病第1号となってしまったのである。

### 漫画家として活躍
1918年（大正7年）から『大阪毎日新聞』『大阪朝日新聞』『東京日日新聞』などに、似顔漫画の寄稿を開始した。1919年（大正8年）から翌1920年（大正9年）にかけ、『読売新聞』の専属となり、似顔漫画や風刺漫画を手がける。その後も『中央新聞』『毎夕新聞』『新愛知』（のちの中日新聞）『國民新聞』（のちの東京新聞）などに漫画作品を提供していった。
1930年（昭和5年）、再度読売新聞社の専属となり、1933年（昭和8年）から『読売サンデー漫画』・『読売新聞』に連載した、厭世的な退役軍人を主人公にした4コマ漫画『男やもめの巖さん（おとこやもめのがんさん）』、続いて読売新聞夕刊で連載された4コマ漫画『無軌道父娘（むきどうおやこ）』で、新聞漫画家として広く名が知れ渡るようになった。このころの凹天は、自身の編集による漫画雑誌『漫画』を1926年（大正15年）に、『漫画王国』を1937年（昭和12年）に刊行、漫画家として精力的に活動を行った。
しかし家族生活には恵まれていなかったようで、1919年に生まれた長男は半年後に死亡してしまう。1940年（昭和15年）には妻のたま子が死亡。同年、なみをと再婚する。

### 晩年
1950年（昭和25年）に千葉県野田市に移住。翌年の1951年（昭和26年）に引退を表明。この頃より、仏画の研究に没頭したという。1963年（昭和38年）妻なみをの死後は、野田醤油（現：キッコーマン）元社長・茂木房五郎家の厚意により、邸宅の離れで生活をする。以後10年余りそこに住み続ける。1973年（昭和48年）5月26日、死去。満81歳没。墓所は東京都品川区小山の長応寺。

## 二通りのペンネームの読み
「凹天」は、国立国会図書館典拠データ検索・提供サービスに記載のある出典のほか、1921年（大正10年）の出版物に「おうてん」とルビが振られているのを確認できる 。
しかし、漫画史研究家の清水勲は、凹天及び師匠の楽天の関係者は、皆彼を「へこてん」と呼んでいたという。
他の説として、1917年（大正6年）の映画雑誌に掲載された彼の近況を伝える記事に「おうてん」とルビが振られ、「楽天の弟子のくせに王天（おうてん）とはなにごとか」と冷やかされて読みを換えたというエピソードから、ある時期から凹天の読みを「おうてん」から「へこてん」に替えたという推測がある。
アニメーション研究家のおかだえみこは、読み方が決まらなかったため「おうてん」と読むことに決めたとしている。アニメーション研究家の津堅信之はアニメーション分野においては「おうてん」と呼んで差支えはないとしている。
2017年に川崎市市民ミュージアムで開催された、国産アニメーション誕生100周年記念展示 「にっぽんアニメーションことはじめ ～『動く漫画』のパイオニアたち～」では、「へこてん」と表記されている。

## 主な漫画作品
- 芋川椋三とブル（東京パック）
- 文チャンの探検（新愛知新聞）
- 男やもめの巖さん（読売サンデー漫画・読売新聞）
- 無軌道父娘（読売新聞）
- 剛チャンの人生日記（読売新聞）
- かはいい後家さん（読売新聞）
- ガンさん一家（日本夕刊）
- イガグリとうちゃん（日刊農業新聞）

## フィルモグラフィ
凹天が製作した作品のフィルム・スチル写真は、ともに現存されていない。
演出・作画 （すべて短篇アニメーション）
- 『芋川椋三玄関番の巻』、天活、1917年1月、浅草・キネマ倶楽部 (F.S.Litten(2013)によれば初公開は1917年4月)  （2011年に断片が発見されている）。[要出典]
- 『凸坊新畫帖 芋助猪狩の巻』、天活、1917年1月、浅草・キネマ倶楽部
- 『凸坊新畫帖 名案の失敗』、天活、1917年2月、浅草・キネマ倶楽部
- 『茶目坊新畫帖 蚤夫婦仕返しの巻』、天活東京撮影所、1917年4月28日、浅草・キネマ倶楽部
- 『芋川椋三宙返りの巻』、天活、1917年5月、浅草・キネマ倶楽部
- 『茶目坊主魚釣の巻』、天活、1917年9月9日、浅草・キネマ倶楽部

原作
- 『男やもめの巖さん』、監督斎藤寅次郎、松竹蒲田撮影所、1933年7月27日、新宿松竹館
- 『剛ちゃんの人生日記』、監督大谷俊夫、日活多摩川撮影所、1934年9月28日、日本劇場

## ビブリオグラフィ
- 『ポンチ肖像』磯部甲陽堂、1916年
- 『漫画人物描法』弘文社、1925年
- 『凸凹人間』新作社、1925年
- 『漫画スケツチブツクと描き方』弘文社、1928年
- 『裸の世相と女』中央美術社、1929年
- 『漫画似顔画集』弘文社、1930年
- 『男やもめの巌さん』アトリエ社、1935年
- 『漫画似顔画の描き方』弘文社、1941年
- 『実習指導漫画の描き方』弘文社、1943年
- 『実習指導漫画人物画の描き方』弘文社、1947年
- 『郷土の偉人木白さま物語』共著市山五悠、無相望、1970年

## 弟子
- 石川進介[2]
- 森比呂志